# Урочище «Дуби»
Уро́чище «Дуби́» — заповідне урочище (лісове) місцевого значення в Україні. Розташоване в межах Рівненського району Рівненської області, поруч зі східною частиною села Решуцьк. 
Площа 6,1 га. Статус надано згідно з рішенням обласної ради від 27.05.2005 року № 584. Перебуває у віданні ДП «Клеванський лісгосп» (Решуцьке л-во: кв. 46, вид. 2, 5, 17). 
Статус надано для збереження частини лісового масиву природного походження з насадженнями дуба звичайного віком бл. 160 років. У домішку: сосна звичайна (віком 160 років), граб звичайний (віком 60 років). Трапляється клен гостролистий, ялина європейська, ясен звичайний. 
З тварин водяться: заєць сірий, сарна європейська, лисиця, борсук, куниця лісова, вивірка звичайна, а також вуж, веретільниця ламка, ящірка прудка, жаба гостроморда. З птахів: сойка, дятел звичайний, дятел середній, припутень, синиця велика, синиця блакитна, яструб малий та інші види.